# Le Coudray-Montceaux
Le Coudray-Montceaux is een gemeente in het Franse departement Essonne (regio Île-de-France) en telt 2800 inwoners (1999). De plaats maakt deel uit van het arrondissement Évry en is gelegen aan de A6, de Autoroute du Soleil.

## Geografie
De oppervlakte van Le Coudray-Montceaux bedraagt 11,4 km², de bevolkingsdichtheid is 245,6 inwoners per km².
De onderstaande kaart toont de ligging van Le Coudray-Montceaux met de belangrijkste infrastructuur en aangrenzende gemeenten.

## Demografie
Onderstaande figuur toont het verloop van het inwonertal (bron: INSEE-tellingen).